# Автомагістраль A16 (Литва)
Автомагістраль A16 — шосе в Литві, з'єднує Вільнюс, Прєнай і Маріямполе. Довжина дороги 137,51 км.
Дорога є частиною європейського маршруту E28.
Ділянку між розв’язкою з проспектом Саваноріу (частина шосе А1) у Вільнюсі та Тракаєм планується переобладнати на подвійну проїжджу частину. Ділянку між розв'язкою А4 і Тракаєм планують зробити з контрольованим доступом.
Коротка ділянка між Бірштонасом і Прєнай переведена на двопроїзну дорогу. Біля Бірштонаса впроваджено турборозв'язку.

## Дивись також
- Транспорт Литви